# Snipex LASKA-K2
Snipex LASKA-K2 (варіанти написання: Snipex Laska K2; Laska K-2) — український великокаліберний (12,7×108 мм) кулемет розроблений компанією ХАДО, в якості перспективного кулемету цього класу для Збройних Сил України для заміни радянських зразків (ДШКМ, НСВ, НСВТ). Крім того, конструкція нового кулемета дозволяє швидко переобладнати його під патрони стандарту НАТО (12,7×99 мм).  Розроблений згідно з тактико-технічним завданням, сформульованим у ЦНДІ ОВТ ЗС України. Існує в піхотний (на триножному станку) та танковій версіях. 
Вперше представлений на виставці Зброя та безпека-2021. Станом на 2021 проходив випробування у військах, на початок 2023 року про прийняття на озброєння кулемета LASKA-K2 не повідомлялось, але в лютому 2022 року він був помічений на випробуваннях модернізованого танку Т-64БВ зразка 2022 року (турельний варіант на башті).

## Конструкція
Автоматика кулемету діє за принципом відбою ствола з коротким ходом, запирання стволу за рахунок повороту затвора. Живлення з пластикової стрічки, яка може подаватися з лівого або правого боку. Має планку Пікатіні для встановлення додаткових прицільних засобів (оптичних, коліматорних, нічних). Оснащений швидкозмінним стволом з легованої сталі вагою 11 кг, довжиною 1111 мм, що має 8 нарізів із кроком 381 мм.